# 昭島警察署
昭島警察署（あきしまけいさつしょ）は、東京都にある警視庁が管轄する警察署の一つである。第八方面本部所属。
署員数およそ200名、識別章所属表示はUB。

## 所在地
- 東京都昭島市上川原町一丁目1番1号

## 管轄区域
- 昭島市一円

## 沿革
- 1948年3月7日：国家地方警察および自治体警察発足により、立川警察署より独立。自治体警察「昭和町警察署」設置。
- 1953年1月1日：昭和地区警察署に改称。
- 1954年5月1日：昭島地区警察署に改称。
- 1954年7月1日：警視庁昭島警察署に改称。
- 1996年：現庁舎が完成。

## 組織
- 警務課
- 交通課
- 警備課
- 地域課
- 刑事組織犯罪対策課
- 生活安全課

## 交番
- 昭島駅前交番（昭島市昭和町2丁目1番20号）
- 拝島駅前交番（昭島市松原町4丁目12番27号）
- 福島交番（昭島市東町5丁目9番13号）
- 東中神駅前交番（昭島市玉川町1丁目7番2号）
- 小荷田交番（昭島市拝島町2丁目2番29号）
- 多摩大橋交番（昭島市中神町3丁目1番1号）

## 駐在所
- 玉川駐在所（昭島市玉川町5丁目17番18号）
- 中神駐在所（昭島市中神町1277番地）
- 大神駐在所（昭島市大神町3丁目6番3号）
- 拝島駐在所（昭島市拝島町1丁目13番7号）
- 堀向駐在所（昭島市代官山1丁目5番3号）
- つつじが丘駐在所（昭島市つつじが丘3丁目5番22号）

## 地域安全センター
- 東町地域安全センター（昭島市東町4丁目11番13号）